# Everybody Looking
Everybody Looking è il nono album del rapper statunitense Gucci Mane, registrato nel giro di sei giorni, pubblicato il 22 luglio del 2016 e distribuito da 1017 e Atlantic Records.
L'album riscontra un ottimo successo commerciale e di critica, raggiungendo il secondo posto nella Billboard 200 e recensioni generalmente positive.
Primo sforzo dopo essere rimasto in prigione per tre anni, dove ha scritto la maggior parte del materiale.
| Recensione     | Giudizio |
| -------------- | -------- |
| AllMusic       | [ 1 ]    |
| RapReviews.com | [ 5 ]    |
| Spin           | [ 6 ]    |
| XXL            | [ 7 ]    |
| HipHopDX       | [ 8 ]    |
| Rolling Stone  | [ 9 ]    |
| NME            | [ 4 ]    |
| Pitchfork      | [ 10 ]   |
| The Guardian   | [ 11 ]   |

## Tracce
Testi di Radric Davis, Michael Williams II (tracce 1, 4-8, 9-12), Xavier Dotson (tracce 1-2, 4, 7, 9-10, 12 e 14).
1. No Sleep (Intro) – 3:34 (musica: Mike Will Made It, Zaytoven)
2. Out Do Ya – 2:56 (musica: Zaytoven)
3. Back on Road (featuring Drake) – 2:29 (testo: Shane Lindstrom, Aubrey Graham, Matthew Samuels – musica: Murda Beatz, Boi-1da)
4. Waybach – 3:33 (musica: Mike Will Made It, Zaytoven)
5. Pussy Print (featuring Kanye West) – 3:35 (testo: Marquel Middlebrooks, Khalif Brown, Kanye West – musica: Mike Will Made It. Co-produzione: Marz, Swae Lee)
6. Pop Music – 3:19 (testo: Myles Harris – musica: Mike Will Made It, Harris)
7. Guwop Home (featuring Young Thug) – 3:42 (testo: Jeffery Williams – musica: Mike Will Made It, Zaytoven)
8. Gucci Please – 3:22 (musica: Mike Will Made It)
9. Robbed – 3:24 (musica: Zaytoven)
10. Richest Nigga in the Room – 4:03 (musica: Mike Will Made It, Zaytoven)
11. 1st Day Out tha Feds – 3:04 (testo: Asheton Hogan – musica: Mike Will Made It. Co-produzione: Plass)
12. At Least a M – 3:50 (musica: Mike Will Made It, Zaytoven)
13. All My Children – 3:43 (Drumma Boy)
14. Pick Up the Pieces (Outro) – 3:53 (testo: Willie Byrd – musica: Zaytoven, Will-A-Fool)

Durata totale: 48:27
Traccia bonus
1. Multi Millionaire Laflare – 3:46 (Southside)

## Classifiche

### Classifiche settimanali
| Classifica (2016)         | Posizione massima |
| ------------------------- | ----------------- |
| Belgio (Fiandre)          | 145               |
| Belgio (Vallonia)         | 166               |
| Canada                    | 11                |
| Francia                   | 109               |
| Nuova Zelanda Heatseekers | 2                 |
| Paesi Bassi               | 65                |
| Stati Uniti               | 2                 |
| US Digital Albums         | 1                 |
| US Tastemakers            | 5                 |
| US Top Rap Albums         | 1                 |
| US Top R&B/Hip-Hop Albums | 1                 |

### Classifiche di fine anno
| Classifica (2016)         | Posizione massima |
| ------------------------- | ----------------- |
| Stati Uniti               | 144               |
| US Top Rap Albums         | 20                |
| US Top R&B/Hip-Hop Albums | 31                |